# Altiris
Chronologie des versions
Pedestal Software (en)
Altiris est un ensemble de logiciels de gestion de configuration, inventaire et gestion de parc informatique édité par la société Altiris.
Il fournit des fonctionnalités de gestion globale d'une infrastructure et d'un parc informatique pour les environnements Windows, Unix, MacOS, iOS, Android. Les modules applicatifs sont nommées solutions par Symantec, regroupés dans des suites :
- Deployment Solution : pour le déploiement de système d'exploitation (OSD), de type image bare metal ou en script (unattended).
- Client Management Suite : pour gérer l'inventaire, le déploiement et la mise à jour de logiciels, incluant la solution OSD ci-dessus et le contrôle d'écran à distance PCAnywhere.
- Server Management Suite : pour gérer les serveurs physiques ou virtuels, incluant une solution de monitoring.
- Asset Management Suite : pour gérer les licences, les contrats, les aspects financiers et les biens de façon générale, selon les standards ITIL de gestion de configuration.
- Mobile Management Solution : pour gérer les mobiles iOS, Android, Blackberry, Symbian...

Une particularité d'Altiris est de fournir une plateforme de gestion de données (CMDB) unifiée conforme aux recommandations d'ITIL, autour de la Symantec Management Platform (SMP), comprenant le Notification Server (NS).

## Historique
Le logiciel a été développé initialement par la société Altiris, qui a été rachetée par Symantec en 2007.